# Discoplax rotunda
Discoplax rotunda är en kräftdjursart som först beskrevs av Jean René Constant Quoy och Joseph Paul Gaimard 1824.  Discoplax rotunda ingår i släktet Discoplax och familjen Gecarcinidae. Inga underarter finns listade i Catalogue of Life.